# Ernesto Sackmann
Ernesto Sackmann (1874-1968) fue un arquitecto alemán que trabajó en la República Argentina. Entre sus obras más notables se encuentran la remodelación de la Basílica de San Francisco de Buenos Aires y la casa matriz del Banco Alemán Transatlántico.
Otras obras de Sackmann en la capital argentina que aún existen son: la casa matriz del Banco Germánico de la América del Sud (Av. Leandro N. Alem 150), actual sede de dependencias del Ministerio del Interior; el Edificio Lahusen (Av. Paseo Colón 301); el edificio de viviendas en Av. de Mayo 958; la Iglesia de Jesús Sacramentado (Av. Corrientes 4445) y la casa familiar de Av. Scalabrini Ortiz 2726.

## Galería de obras

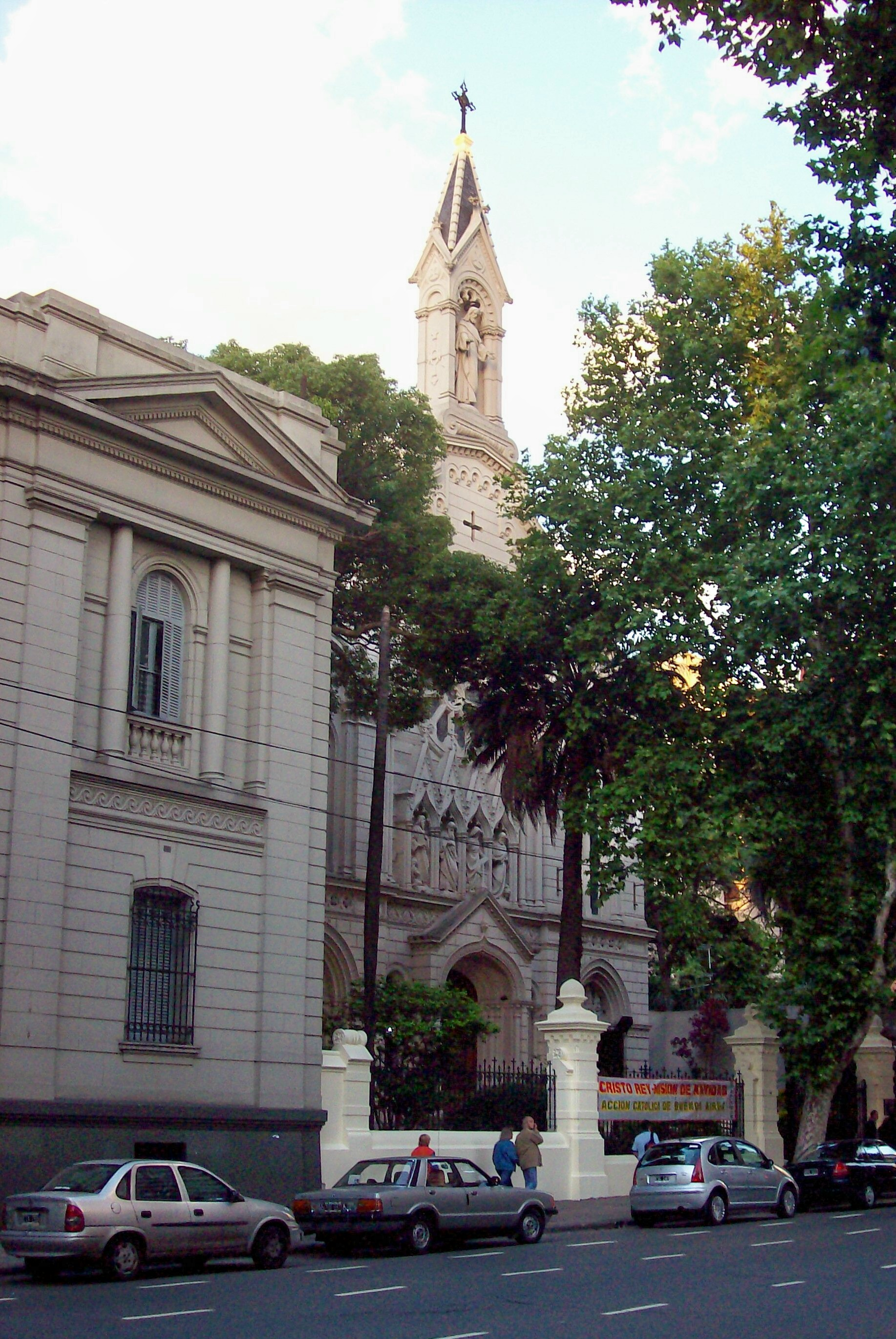
La Iglesia de Jesús Sacramentado
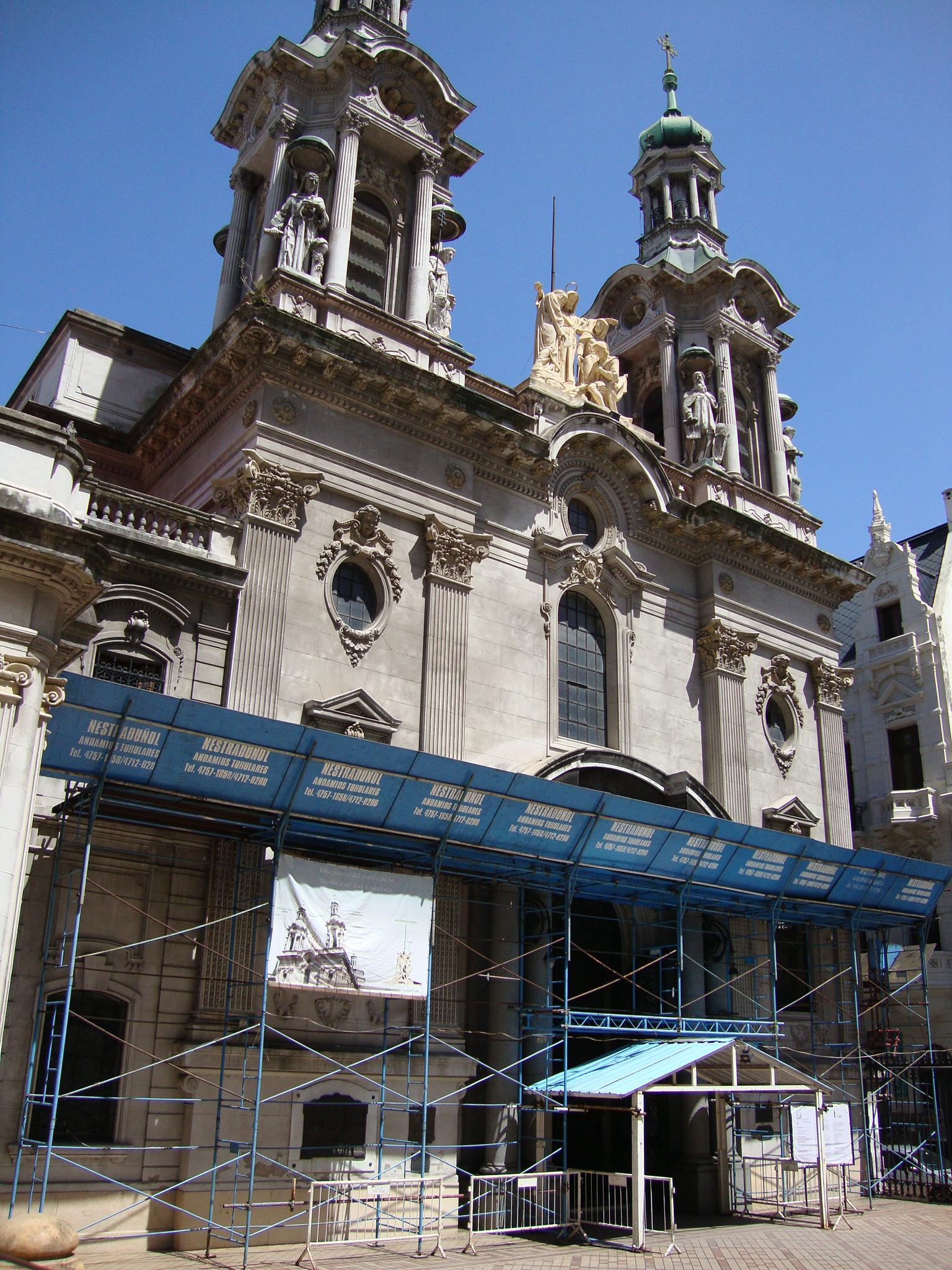
Fachada de la Basílica de San Francisco
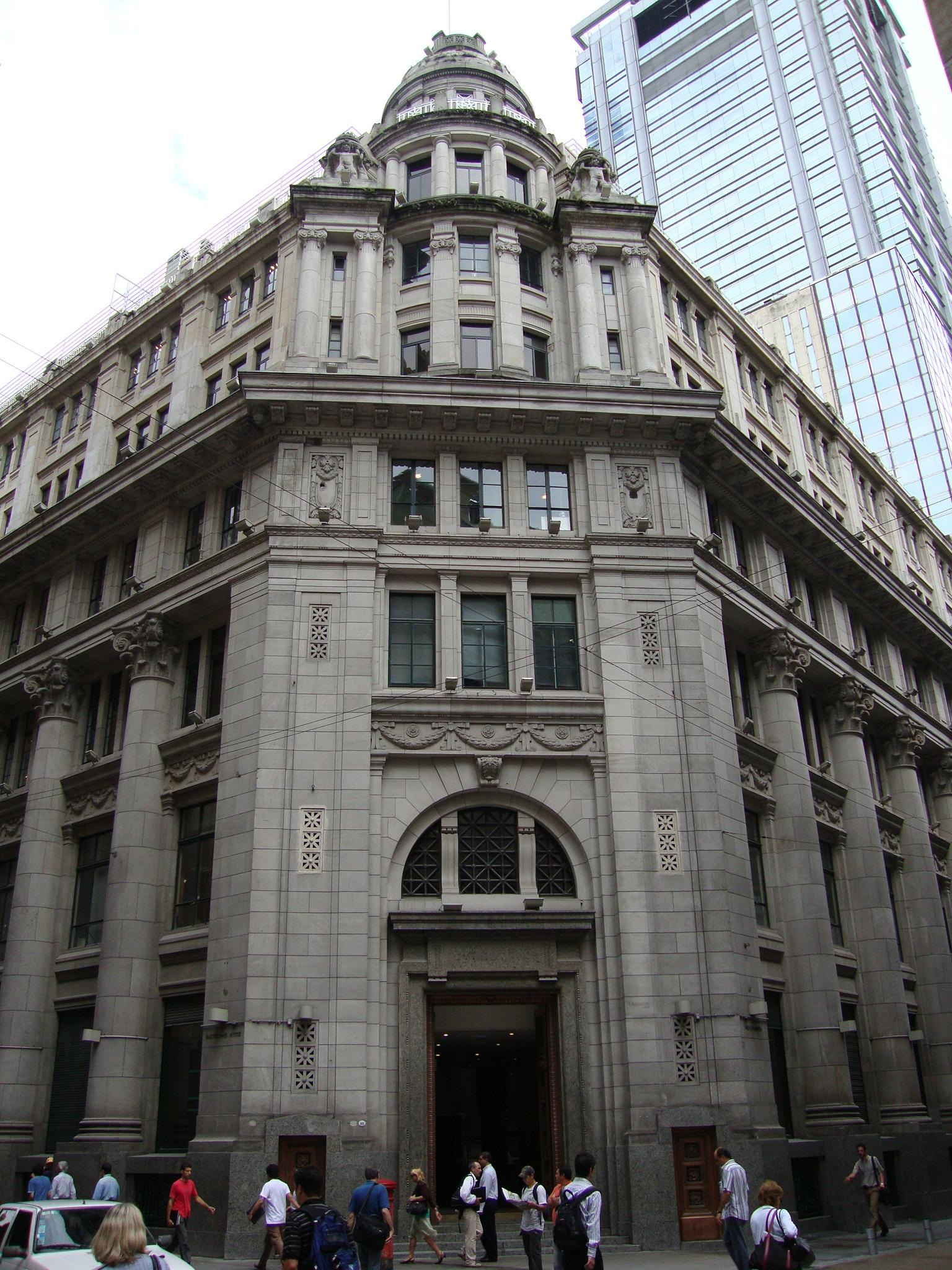
Filial porteña del Banco Alemán Transatlántico
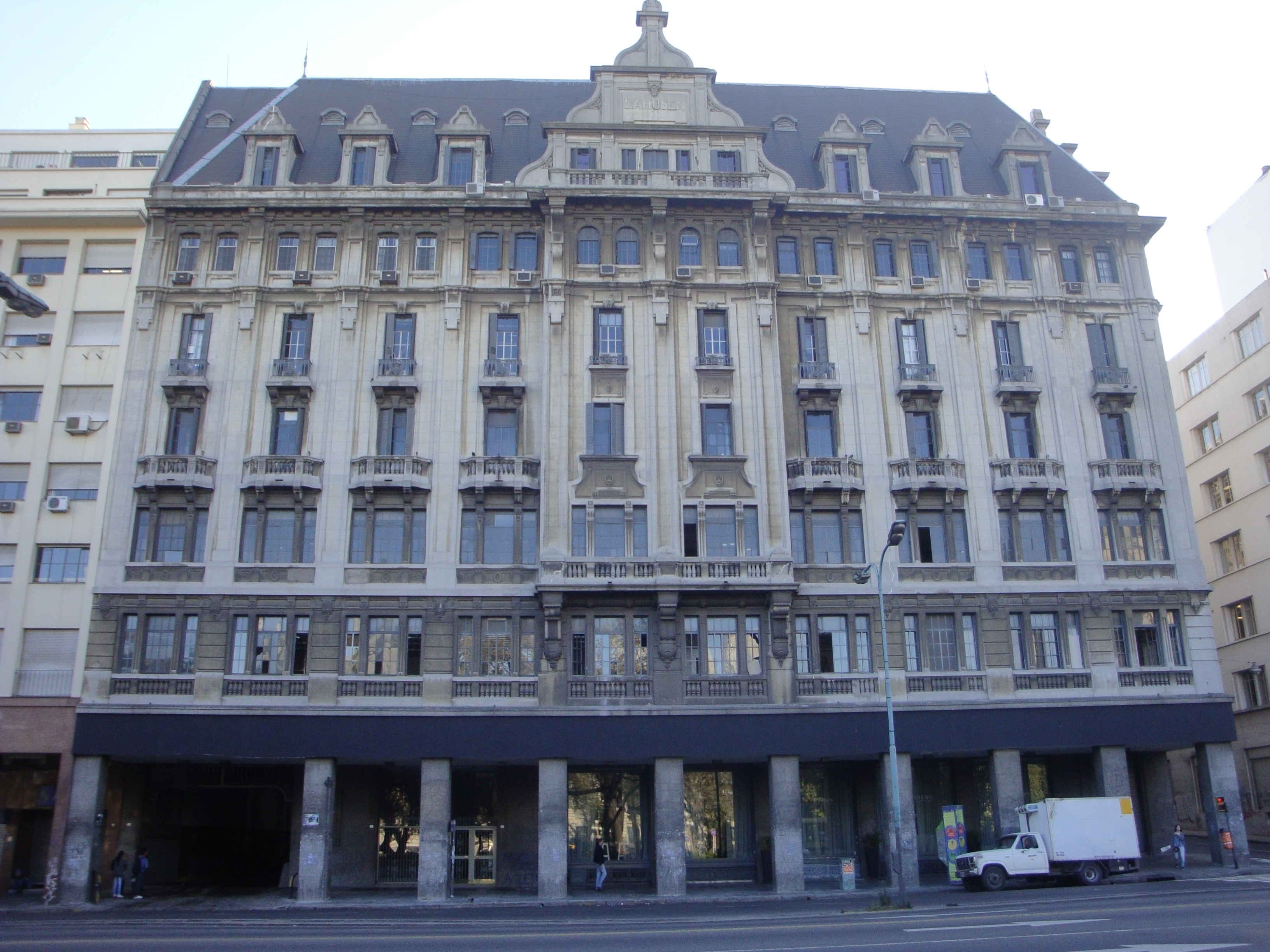
Edificio Lahusen